# Кунчикар-Дарваза
Кунчикар-Дарваза (узб. Kunchiqar darvoza, Кунчиқар дарвоза) — міське селище в Узбекистані, у Шахрисабзькому районі Кашкадар'їнської області.
Статус міського селища з 2009 року.